# Frida Balk-Smit Duyzentkunst
Frida Balk-Smit Duyzentkunst (Amsterdam, 12 april 1929 - Bloemendaal, 7 februari 2013) was een Nederlands taalkundige. Ze was als hoogleraar verbonden aan de Universiteit van Amsterdam. Ze zette zich in voor een begrijpelijke Nederlandse grammatica maar publiceerde daarnaast ook over Nederlandse poëzie.

## Biografie
Frida Balk-Smit Duyzentkunst werd geboren in Amsterdam als dochter van de violist en meubelmaker Cor Smit Duyzentkunst. Ze ging in haar geboortestad naar de ulo en later naar het gemeentelijk meisjeslyceum. Ze raakte geïnspireerd door haar toenmalige lerares Nederlands. Diezelfde docent hielp met het vinden van geld voor haar studie. Vervolgens begon ze aan een studie Nederlandse taal- en letterkunde aan de Universiteit van Amsterdam en in 1953 behaalde ze haar doctoraalexamen. Het jaar erop trouwde ze met Ton Balk, met wie ze drie kinderen kreeg. In 1963 promoveerde ze in de letteren aan dezelfde universiteit onder Evert Willem Beth op het proefschrift De grammatische functie: methode van grammaticale analyse, aan het Nederlands gedemonstreerd.
In 1971 werd ze benoemd tot lector Taalkunde van het hedendaags Nederlands. Haar openbare les, getiteld Een referentiële identiteitskrisis, hield ze het jaar erop. Als hoogleraar hield ze zich onder andere bezig met het realiseren van begrijpelijke uitleg over de Nederlandse grammatica. In 1971 nam ze tevens stelling tegen jood-onvriendelijk taalgebruik in de Van Dale. Dit deed ze naar aanleiding van een kort geding dat aangespannen was tegen de uitgever van het woordenboek. Haar stellingname is mede verantwoordelijk voor het veranderen van de definitie van het woord jood in de Van Dale. In 1980 werd ze benoemd tot gewoon hoogleraar Taalkunde van het hedendaags aan de Universiteit van Amsterdam.
Tijdens haar carrière heeft ze meerdere nevenfuncties vervuld. Zo was ze een van de adviseurs van het Nederlands Tijdschrift voor Geneeskunde maar later werd ze volwaardig lid van de redactie. Ze was bestuurslid bij het Genootschap Onze Taal Ook was ze voorzitter bij de Maatschappij der Nederlandse Letterkunde en de Internationale Vereniging voor Neerlandistiek. Frida Balk-Smit Duyzentkunst legde zich ook toe op de poëzie. Ze heeft meerdere gedichten geschreven maar publiceerde ook de nodige secundaire literatuur over de werken van onder anderen de dichters Judith Herzberg en Jan Hendrik Leopold. Ze schreef ook over Willem Frederik Hermans en het taalgebruik van Marten Toonder. 
In 1992 ging ze met vervroegd pensioen en koos Naam en schuilnaam: ondergedoken in de grammatica als de titel voor haar afscheidscollege. Ze kwam in 2013 op 83-jarige leeftijd in Bloemendaal te overlijden.

## Publicaties (selectie)
- De grammatische functie: methode van grammaticale analyse, aan het Nederlands gedemonstreerd (1963).
- Controversen in de taal- en literatuurwetenschap (1974).
- De stijl van Willem Frederik Hermans (1985).
- Naam en schuilnaam. Ondergedoken in de grammatica (1992).
- De woorden en hun zin: grammatica voor iedereen (1994).
- Fritzi en de sprookjes (1996).